# Tańsk-Chorąże
Tańsk-Chorąże – przysiółek w Polsce położony w województwie mazowieckim, w powiecie mławskim, w gminie Dzierzgowo.
W latach 1975–1998 miejscowość administracyjnie należała do województwa ciechanowskiego.